# 阿尼揚格拉 (戈亞斯州)
18°20′13″S 48°13′8″W / 18.33694°S 48.21889°W
阿尼揚格拉（葡萄牙語：Anhanguera），是巴西的城鎮，位於該國中部，由戈亞斯州負責管轄，始建於1953年11月5日，面積56,642平方公里，海拔高度378米，2010年人口1,020，人口密度每平方公里18.01人。